# 鉅亨網
鉅亨網（英語：anue），又稱anue鉅亨網，創立於1999年，是一間提供財經與投資決策資訊為主要服務內容的金融科技公司。
鉅亨網原名cnYES鉅亨網，1999年創立，2019年8月29日宣布集團再造完成，更名「anue鉅亨集團」，作為進軍創新金融科技市場的重要一步。

## 連結
- 鉅亨網 （页面存档备份，存于）